# Tong Jian
Tong Jian (Chinees: 佟健, Harbin, 15 augustus 1979) is een Chinees voormalig kunstschaatser die uitkwam als paarrijder. Hij nam met zijn schaatspartner Pang Qing deel aan vier edities van de Olympische Winterspelen: Salt Lake City 2002, Turijn 2006, Vancouver 2010 en Sotsji 2014. In 2010 wonnen Pang en Tong olympisch zilver. Ze werden twee keer wereldkampioen (2006, 2010).

## Biografie

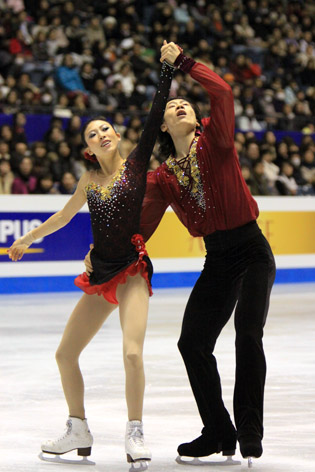
Tong en zijn partner Pang Qing (2009)

Tong begon op zesjarige leeftijd met kunstschaatsen. Hij was in eerste instantie actief als soloschaatser en deed daarna twee jaar aan ijsdansen voor hij overstapte naar het paarrijden. Zijn eerste partner was Zhang Yue. In 1993 koppelde zijn coach Yao Bin hem aan Pang Qing; sindsdien schaatsten de twee met elkaar. Pang en Tong trainden tussen 1993 en 1997 zonder coach, aangezien Yao naar Beijing verhuisde en het paar in Harbin bleef. Ze namen tussen 1999 en 2015 deel aan zestien wereldkampioenschappen en twaalf viercontinentenkampioenschappen. Daarbij wonnen ze zes WK-medailles (2x goud, 1x zilver, 3x brons) en een recordaantal van negen medailles op het 4CK (5x goud, 3x zilver, 1x brons).
Hij nam met Pang deel aan vier edities van de Olympische Winterspelen: Salt Lake City 2002, Turijn 2006, Vancouver 2010 en Sotsji 2014. In 2010 wonnen Pang en Tong olympisch zilver. Bij de andere deelnames eindigden ze als 9e in 2002 en als 4e in 2006 en in 2014. In 2015 beëindigden ze, na een korte pauze in 2014 en twee bronzen medailles bij de WK en 4CK 2015, hun sportieve carrière definitief.
Tong is gehuwd met Pang. Hij vroeg haar in 2011 op het ijs ten huwelijk. In november 2016 kreeg het stel een zoon. Hoewel ze gestopt zijn, blijven ze betrokken bij (het promoten van) de sport. Zo presenteerden ze in 2016 een mobiele app dat er voor moet zorgen dat meer Chinese kinderen de mogelijkheid krijgen om kunstschaatsen te leren.

## Persoonlijke records
Pang/Tong
| records             | punten | datum      | toernooi         |
| ------------------- | ------ | ---------- | ---------------- |
| Hoogste totaalscore | 213.98 | 07-12-2013 | Grand Prix Final |
| Hoogste korte kür   | 075.40 | 06-12-2013 | Grand Prix Final |
| Hoogste vrije kür   | 141.81 | 15-02-2010 | OS               |

## Belangrijke resultaten
1993-2015 met Pang Qing
| Kampioenschap                | 96/97  | 97/98  | 98/99  | 99/00         | 00/01         | 01/02         | 02/03         | 03/04         | 04/05         | 05/06         | 06/07         | 07/08         | 08/09         | 09/10         | 10/11         | 11/12         | 12/13         | 13/14         | 14/15         |
| ---------------------------- | ------ | ------ | ------ | ------------- | ------------- | ------------- | ------------- | ------------- | ------------- | ------------- | ------------- | ------------- | ------------- | ------------- | ------------- | ------------- | ------------- | ------------- | ------------- |
| Olympische Spelen            |        |        |        |               |               | 9e            |               |               |               | 4e            |               |               |               | Zilver        |               |               |               | 4e            |               |
| Wereldkampioenschap          |        |        | 14e    | 15e           | 10e           | 5e            | 4e            | Brons         | 4e            | Goud          | Zilver        | 5e            | 4e            | Goud          | Brons         | 4e            | 5e            |               | Brons         |
| Viercontinentenkampioenschap |        |        | 5e     | 5e            | 4e            | Goud          | Zilver        | Goud          | Zilver        |               | Zilver        | Goud          | Goud          |               | Goud          |               |               |               | Brons         |
| Aziatische Spelen            |        |        |        |               |               |               |               |               |               |               | Zilver        |               |               |               | Goud          |               |               |               |               |
| Grand Prix-finale            |        |        |        |               |               |               |               | 5e            | Brons         | 6e            |               | Brons         | Goud          | Zilver        | Zilver        |               | Brons         | Brons         |               |
| Nationaal kampioenschap      | Zilver | Zilver | Zilver | Goud          | Zilver        | Zilver        |               | Goud          |               |               | Goud          | Zilver        |               |               |               |               |               |               |               |
| WK junioren                  | 14e    | 9e     | 8e     | geen deelname | geen deelname | geen deelname | geen deelname | geen deelname | geen deelname | geen deelname | geen deelname | geen deelname | geen deelname | geen deelname | geen deelname | geen deelname | geen deelname | geen deelname | geen deelname |